# Scoposcartula flavovittata
Scoposcartula flavovittata är en insektsart som beskrevs av Gabriel Mejdalani 1992. Scoposcartula flavovittata ingår i släktet Scoposcartula och familjen dvärgstritar. Inga underarter finns listade i Catalogue of Life.